# Mira Oberholzer-Gincburg

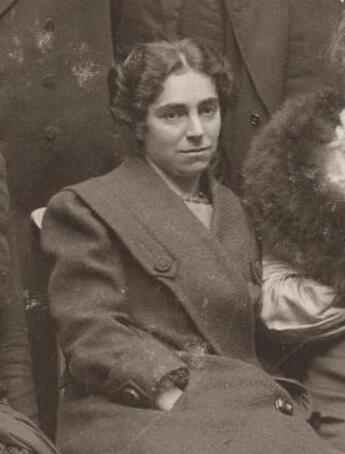
Mira Gincburg (1911)

Mira Oberholzer-Gincburg (geborene Mira Gincburg, geboren am 13. Januar 1884 in Viešvilė, gestorben am 12. Dezember 1949 in New York) war eine Schweizer Ärztin und Psychoanalytikerin und Pionierin der Kinderpsychoanalyse in der Schweiz. Nach ihrer Emigration in die Vereinigten Staaten 1938 wirkte sie in New York.

## Leben und Wirken
Mira Gincburg wurde in dem damals russisch-polnischen Städtchen Viešvilė (heute Litauen) als Tochter des jüdischen Ehepaares Rawka Salmanowa Gordin und Rafael Saweliew geboren. Der Vater war Arzt; er starb, als Mira 13 Jahre alt war. Ihre Mutter litt an psychotischen Schüben. Mira Gincburg besuchte das Mädchengymnasium in Lodz. Mit 17 Jahren zog sie in die Schweiz und begann 1901 ein Medizinstudium in Bern; zwei Jahre später wechselte sie nach Zürich. Zum Wintersemester 1904/05 ging sie zunächst zurück nach Russland, wo sie ein Lehrerstudium begann und sich politisch an der Russischen Revolution von 1905 beteiligte. 1906 zog sie zurück in die Schweiz und setzte ihr Medizinstudium in Zürich fort.
Sie begann, sich für die Psychoanalyse Sigmund Freuds zu interessieren und besuchte Vorlesungen der in Zürich wirkenden Psychoanalytiker Eugen Bleuler und Carl Gustav Jung sowie Veranstaltungen der Freudschen Gesellschaft von Ärzten, die später in die Ortsgruppe Zürich der Internationalen Psychoanalytischen Vereinigung umgewandelt wurde.
1909 schloss sie ihr Medizinstudium mit der Promotion ab. Parallel schloss sie ihre Lehrerausbildung in Sankt Petersburg mit dem russischen Staatsexamen ab.
1909 begann sie ihre praktische medizinische Tätigkeit am Burghölzli, der Psychiatrischen Universitätsklinik Zürich. Dort führte sie als Assistenzärztin bei C. G. Jung ihre ersten Kinderpsychoanalysen durch. Für kurze Zeit ging sie nach Riga, wo sie in einem Sanatorium für Nervenkranke tätig war. 1910 siedelte sie nach Berlin über, um sich in der Psychiatrischen Klinik der Charité und im Krankenhaus Moabit weiterzubilden. Am Burghölzli lernte sie ihren späteren Mann Emil Oberholzer kennen, den sie 1913 heiratete. Das Psychoanalytikerpaar arbeitete von 1911 bis 1915 bei Hans Bertschinger an der „Irrenanstalt Breitenau“ in Schaffhausen, anschließend ein Jahr lang im privaten „Nervensanatorium“ in Küsnacht.
Nach dem Ersten Weltkrieg führte das Paar eine psychoanalytische Praxis in Zürich, beide engagierten sich in verschiedenen psychoanalytischen Vereinigungen. Als C. G. Jung die Trennung von den Freudianern betrieb, gehörten sie zu den wenigen Schweizer Psychoanalytikern, die sich auf die Seite Sigmund Freuds stellten. Sie gehörte zu den Gründungsmitgliedern des Freud-Instituts Zürich.
Im Jahr 1923 unterbrach Mira Oberholzer ihre praktische Tätigkeit, um in Wien eine kurze Lehranalyse bei Sigmund Freud zu machen, der sie mehr als ihren Mann schätzte. 1926 kam der gemeinsame Sohn Emil zur Welt. Angesichts des auch in der Schweiz zunehmenden Antisemitismus emigrierte das Paar 1938 in die Vereinigten Staaten, wo sie in New York erneut eine gemeinsame psychoanalytische Praxis führten.
Zusammen mit Sabina Spielrein und Hans Zullinger gilt Mira Oberholzer-Gincburg als Pionierin der Kinderanalyse in der Schweiz. Ihre Beschreibung der erfolgreichen Behandlung eines 13-jährigen Mädchens mit Anorexie gehört zu den frühesten analytischen Darstellungen der Psychodynamik dieses Krankheitsbildes, welches sie in der damaligen psychologisch-medizinischen Nomenklatur als eine Form der Hysterie ansah.

## Mitgliedschaften
- 1911: erstes weibliches Mitglied in der Berliner Psychoanalytischen Vereinigung
- 1911: Mitglied der Ortsgruppe Zürich der Internationalen Psychoanalytischen Vereinigung (IPV)
- Mitglied des Vereins Schweizer Irrenärzte
- 1919: Mit-Begründerin der Schweizerischen Gesellschaft für Psychoanalyse (SGP)
- 1928: Austritt aus der SGPsa und Mitbegründung der Schweizerischen Ärztegesellschaft für Psychoanalyse
- 1942: Beteiligung an der Gründung der Association for Psychoanalytic and Psychosomatic Medicine in New York

## Veröffentlichungen
- Über den Einfluss von anorganischen Salzen auf die galvanische Erregbarkeit der Nerven. (Dissertation Universität Zürich)
- Tolstoi über den Traum. In: Zentralbibliothek Psychoanalyse 2, 1911/12, S. 615.
- Mitteilung von Kindheitsträumen mit spezieller Bedeutung. In: Interne Zeitschrift ärztlicher Psychoanalyse 1, 1913, S. 79f.
- Aus der Analyse eines 13jährigen Mädchens. In: Schweizer Archiv Neurologische Psychiatrie 26, 1930, S. 287–292.